# Вук Лопушина
Вук Лопушина Јокановић (Требјеса, 1759 — Крново, 1796) био је хајдук и народни јунак из племена Требјешани.
Вук Лопушина је био силан јунак да његови непријатељи верују да поседује два срца. Након што је погинуо, испарали су га ножевима и исекли на комаде тражећи унутар тела његово друго срце.